# Antonin Guigonnat
Antonin Guigonnat (Ambilly, 2 luglio 1991) è un biatleta francese.

## Biografia
Antonin Guigonnat è fratello di Gilonne, a sua volta biatleta; in Coppa del Mondo ha esordito il 20 marzo 2014 a Oslo Holmenkollen (44º in sprint) e ha ottenuto il primo podio il 15 dicembre 2017 ad Annecy Le Grand-Bornand (3º in sprint). Ai XXIII Giochi olimpici invernali di Pyeongchang 2018, sua prima presenza olimpica, si è classificato 27º nella sprint, 19º nell'inseguimento, 23º nell'individuale, 19º nella partenza in linea e 5º nella staffetta; il 10 marzo dello stesso anno ha colto a Kontiolahti in staffetta mista individuale la sua prima vittoria in Coppa del Mondo. Ai Mondiali Oberhof 2023 ha vinto la medaglia d'oro nella staffetta, è stato 10º nella sprint, 14º nell'inseguimento, 19º nella partenza in linea e 58º nell'individuale.

## Palmarès

### Mondiali
- 3 medaglie:
  - 2 ori (staffetta mista individuale[2] a Pokljuka 2021; staffetta a Oberhof 2023)
  - 1 argento (partenza in linea[2] a Östersund 2019)

### Coppa del Mondo
- Miglior piazzamento in classifica generale: 11º nel 2019
- 18 podi (5 individuali, 13 a squadre), oltre a quelli conquistati in sede iridata e validi anche ai fini della Coppa del Mondo:
  - 2 vittorie (a squadre)
  - 8 secondi posti (2 individuali, 6 a squadre)
  - 8 terzi posti (3 individuali, 5 a squadre)

#### Coppa del Mondo - vittorie
| Data            | Località    | Nazione   | Spec.                                                                |
| --------------- | ----------- | --------- | -------------------------------------------------------------------- |
| 10 marzo 2018   | Kontiolahti | Finlandia | SMX (con Anaïs Chevalier)                                            |
| 23 gennaio 2021 | Anterselva  | Italia    | RL (con Quentin Fillon Maillet, Simon Desthieux e Émilien Jacquelin) |

Legenda:

RL = staffetta

SMX = staffetta mista individuale